# Batalla junto al río Eno
La batalla junto al río Eno (en húngaro: Inn melletti csata) en 913 fue una de las primeras derrotas menores que sufrió el ejército húngaro en enfrentamientos abiertos contra tropas germanas.

## Antecedentes del conflicto
Tras la muerte del gran Príncipe Árpad, el ejército húngaro continuó saqueando y quemando las aldeas y ciudades alemanas en sus incursiones. El 30 de julio de 909 se adentraron en suelo suabio y destruyeron la ciudad de Freising. De regreso a Hungría, se vieron forzados a enfrentar el 11 de agosto de 909 a Arnulfo de Baviera en la batalla junto al río Rott, un conflicto armado abierto menor donde serían vencidos y huirían a su patria. En los próximos años se registraron constantes razias de los húngaros, así como devastaciones de poblados alemanes. En 913 los húngaros cruzaron el río Rin y arribaron a Burgundia, donde prosiguieron su campaña y de regreso destruirían varias aldeas en suelo suabio. Cuando cruzaban al territorio de Baviera, fueron rodeados junto al río Eno.

## La batalla
El duque Arnulfo de Baviera ya los había vencido en una oportunidad no mucho antes, y ya comenzaba a conocer y estudiar las tácticas húngaras de combate, basadas en gran parte en el uso de jinetes con arco y flechas. Los húngaros acorralados entre el río y las fuerzas germanas no pudieron hacer uso de los arcos y finalmente fueron derrotados fácilmente como ocurrió a orillas del río Rott. Junto con el victorioso duque Arnulfo se hallaban también los señores suabios Erchanger y Berthold, así como el conde bávaro Udalrich.

## Consecuencias de la batalla
Luego de esta derrota, los húngaros continuaron con sus incursiones por Europa y en 919 vencieron a Enrique I el Pajarero en la batalla de Puchen, obligándolo a pagarles tributos.